# Хасси, Томас
Томас Хасси (Thomas Hussey) (25 января 1936 — 21 января 2024) — ирландский политик (партия Фианна Файл), член Палаты представителей с 1969 по 1981 год, сенатор с 1981 по 1993 год.

## Биография
Родился в графстве Голуэй, деревня Гленнамадди.
До начала политической деятельности — фермер, аукционер, представитель страховой компании.
Безуспешно выставлял свою кандидатуру на промежуточных выборах в Палату представителей (Dáil Éireann) в 1964 году и на общих выборах в 1965 году (избирательный округ Восточный Голуэй).
В 1969 году победил на выборах в новом избирательном округе Северо-Восточный Голуэй. В 1977 году избран по восстановленному округу Восточный Голуэй, но в 1981 году потерпел поражение.
В 1977—1978 годах парламентский секретарь по сельскому хозяйству. Занимал административные должности государственного министра в департаментах сельского хозяйства и продовольствия (1977—1980 год), общественного благосостояния (1980—1981 год) и здравоохранения (1980—1981 год) (Minister of State — младшая министерская должность, не подразумевающая членство в правительстве).
В 1981 году избран в Сенат от Сельскохозяйственного блока (Agricultural Panel). Сохранил должность в течение нескольких сроков, но на выборах 1993 года потерпел поражение и отошёл от политики на государственном уровне, при этом оставаясь активным членом партии Фианна Фейл.
Умер в университетской больнице Голуэя 21 января 2024 года в возрасте 87 лет. Похоронен на кладбище Боюна (Boyounagh Cemetery).
Семья: жена Брайди Хасси (Bridie Hussey), 6 детей: сыновья Джеймс, Томас, Пол, Сиаран, дочери Синеад и Триона.